# 흰배사향노루
흰배사향노루 또는 히말라야사향노루(Moschus leucogaster)는 사향노루과에 속하는 우제목/경우제목의 일종이다.네팔과 부탄, 인도, 파키스탄 그리고 중국의 히말라야산맥에서 발견되는 사향노루의 일종이다. 과도한 사냥으로 인한 심각한 개체수 감소때문에 국제 자연 보전 연맹(IUCN)에 의해 멸종 위기종으로 지정되어 있다. 이전에는 산사향노루의 아종으로 간주했지만, 두개골 구조가 다르기 때문에 별도의 종으로 분리되었다.